# 아에로그라드
아에로그라드(Aerograd)는 러시아(구 소련)에서 제작된 알렉산드르 도브첸코 감독의 1935년 드라마 영화이다. 스테판 샤건가이다 등이 주연으로 출연하였다.

## 출연

### 주연
- 스테판 샤건가이다
- 세르게이 스톨랴로프
- 예브게니아 멜니코바